# Works (Pink Floyd)
Works è una compilation dei Pink Floyd pubblicata nel 1983.

## Storia
Il disco fu pubblicato dalla prima etichetta americana del gruppo, la Capitol Records, e contiene il brano Embryo fino ad allora pubblicato solo in una raccolta sampler di artisti vari del 1970, Picnic - A Breath of Fresh Air, che era stata pubblicata dall'etichetta britannica dei Pink Floyd, la Harvest Records; contiene inoltre un mix alternativo dei brani Brain Damage ed Eclipse rispetto alle versioni originali presenti nell'album The Dark Side of the Moon.

## Copertina
La copertina per l'album è stata ispirata dal poster del 1948 "Nederland industrialiseert" progettato dall'artista olandese Wladimir Flem.

## Tracce

### Lato A
1. One of These Days (da Meddle, interpolata con Speak to Me da The Dark Side of the Moon) – 5:50
2. Arnold Layne (Singolo - falso mix "stereo"; l'originale versione mono si trova in Relics) – 2:52
3. Fearless (da Meddle) – 5:50
4. Brain Damage (da The Dark Side of the Moon - mix alternativo) – 3:50
5. Eclipse (da The Dark Side of the Moon - mix alternativo) – 1:45

### Lato B
1. Set the Controls for the Heart of the Sun (da A Saucerful of Secrets) – 5:23
2. See Emily Play (Singolo - falso mix "stereo"; l'originale versione mono si trova in Relics) – 2:54
3. Several Species of Small Furry Animals Gathered Together in a Cave and Grooving with a Pict (da Ummagumma) – 4:47
4. Free Four (da Obscured by Clouds) – 4:07
5. Embryo (dalla compilation sampler di artisti vari Picnic - A Breath of Fresh Air) – 4:39

## Formazione
- David Gilmour – chitarra e voce tranne che in Arnold Layne e See Emily Play
- Roger Waters – basso, voce, tape effects
- Richard Wright – tastiere, piano e sintetizzatore
- Nick Mason – batteria, percussioni, tape effects, cori - voce in One of These Days
- Syd Barrett – chitarra e voce in Arnold Layne e See Emily Play - chitarra solista in Set the Controls for the Heart of the Sun